# ساموئل جکسون بارنت
 ساموئل جکسون بارنت (انگلیسی: Samuel Jackson Barnett؛ زاده ۱۴ دسامبر ۱۸۷۳ درگذشته ۲۲ مهٔ ۱۹۵۶) یک فیزیک‌دان بود. 